# Pessoulens
Pessoulens é uma comuna francesa na região administrativa de Occitânia, no departamento de Gers. Estende-se por uma área de 12,63 km². Em 2010 a comuna tinha 145 habitantes (densidade: 11,5 hab./km²).